# Giovan Batista Lomellini
Giovan Batista Lomellini (República de Gênova, c.1450 – ?) foi um Comerciante genovês de Açúcar, Mel de cana e Navios. É descendente de uma das famílias mais importantes de Génova, os Lomellini.

## Biografia
Mais novo dentre os dois filhos de Cosmo Lomellini, o Neto e Bianca Giacoba Vivaldi, mudou-se para Lisboa quando jovem com seu irmão e primos. A 31 de outubro de 1468, Giovan recebeu do Rei D. Afonso V de Portugal, uma carta de segurança e privilégios. Três anos depois, a 27 de novembro de 1471, é declarado "natural destas partes", juntamente com seus parentes Marco Lomellini, Francesco Calvo e sue irmão Urbano Lomellini.
Juntamente com seu irmão, muda-se para a Ilha da Madeira a 1476 a fim de investir no comércio de açúcar e mel de cana. No mesmo ano, a Infanta Dona Beatriz da Câmara escreve um carta a seu favor. Foi pai solteiro de um único filho, Jorge Lomelino, que mais tarde viria a herdar todo o Morgado dos Lomelino de seu irmão, Urbano.

## Relações familiares
Foi filho de Cosmo Lomellini e de Bianca Giacoba Vivaldi, supostamente envolveu-se com sua prima, Caterina Batista Lomellini de quem teve:
1. Jorge Lomelino (c.1477 - 9 de dezembro 1548) foi casado com Maria Adão Ferreira (Funchal, c.1515 – Funchal, 1595) de quem teve vasta descendência.